# نهر هافل
نهر هافل (بالألمانية: Havel) هو نهر في شمال شرق ألمانيا. يتدفق في أربع ولايات ألمانية وتبدأ من مكلنبورغ فوربومرن ثم براندنبورغ ثم برلين واخيراً في ولاية ساكسونيا أنهالت. وهو رافد أيمن لنهر إلبه، ويصل طول النهر لـ325 كم (202 ميل)، أما المسافة بين المنبع والمصب لنهر هافل 94 كم (58 ميل). لطول النهر فهو يصلح للملاحة، وهو يوفر حلقة وصل مهمة في النقل في الممر المائي بين شرق وغرب ألمانيا، وخارجها.

## مصدر النهر
ينبُع نهر هافل من بحيرة مكلنبورغ الواقعة بين بحيرة موريتز ومدينة نويبراندنبورغ.

## التاريخ
ورد اسم النهر في مصادر يونانية ولاتينية سابقاً، مثل تاسيتس الجرماني. كما ذُكر بأسماء أخرى مثل هابولا وهاف وبعد القرن الحادي عشر الميلادي سُمي هافين بمعنى «ميناء».
انتقلت شعوب السلاف إلى منطقة نهر هافل، المشار إليها بالمصادر الألمانية باسم «هافيلر».

## انظر ايضاً
- بوتسدام